# Café crème
Il café crème o kaffee creme è una bevanda svizzera. Trattasi di una bevanda a base di caffè e panna servita in una tazzina grande. Benché il caffè contenuto nel café crème sia preparato seguendo un metodo simile a quello dell'espresso, la macinatura è più grossolana.
Il café crème non va confuso con la crema di caffè.